# Königsbronn
Königsbronn è un comune tedesco, situato nel land del Baden-Württemberg.
I villaggi di Ochsenberg, Itzelberg e Zang appartengono al comune di Königsbronn.